# Villanueva de Carazo
Villanueva de Carazo ist ein Ort und eine Gemeinde (municipio) mit 27 Einwohnern (Stand: 2024) im Zentrum der Provinz Burgos in der Autonomen Gemeinschaft Kastilien und León. Villanueva de Carazo liegt in der Comarca Sierra de la Demanda.

## Lage und Klima
Die Gemeinde Villanueva de Carazo liegt etwa 63 Kilometer südsüdwestlich der Provinzhauptstadt Burgos in einer Höhe von ca. 1065 m. 

## Bevölkerungsentwicklung
| Jahr      | 1970 | 1981 | 1991 | 2001 | 2011 | 2021 |
| Einwohner | 69   | 33   | 30   | 28   | 30   | 24   |

## Sehenswürdigkeiten

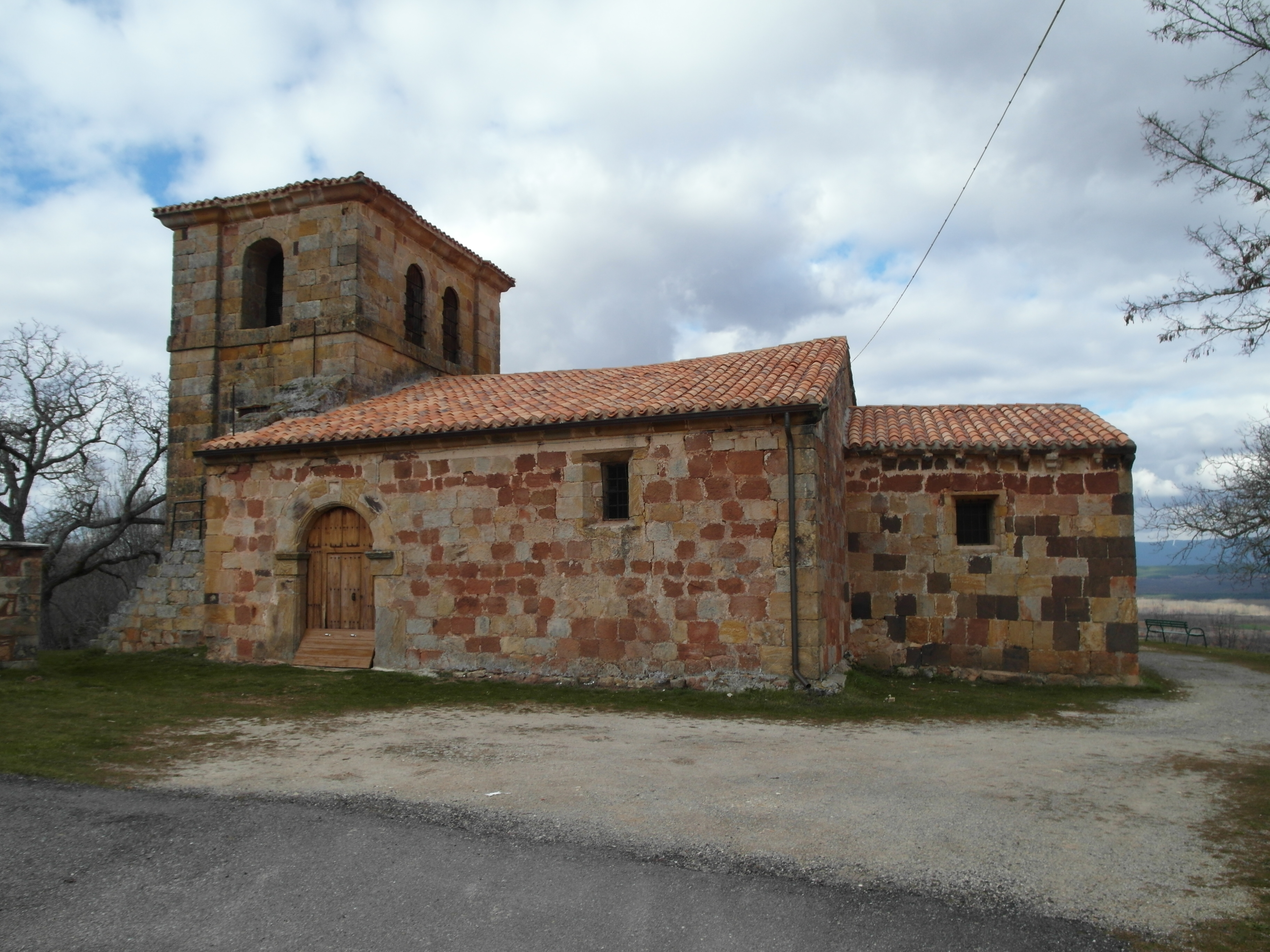
Kirche Invención de la Santa Cruz

- Kirche Invención de la Santa Cruz